# Edward Forbes
Professor Edward Forbes FRS, FGS (12. februar 1815 – 18. november 1854) var en manx naturforsker, der indsamlede og beskrev mange forskellige biologiske arter på sine rejser rundt i Europa.
I 1833 rejste Forbes til Norge for at studere botaniske ressourcer. Hans studier blev udgivet i Loudon's Magazine of Natural History for 1835–1836. I sommeren 1834 søgte Forbes i det Irske hav efter biologiske arter. I 1835 rejste han i Frankrig, Schweiz og Tyskland for at studere deres naturhistorie.
I 1838 udgav Forbes sit første store værk, Malacologia Monensis, en synopsis om bløddyrarter fra Isle of Man. I sommeren 1838 besøgte han hertugdømmet Steiermark (i dag en del af Østrig og Slovenien) og Carniola i det, der i dag er Slovenien, for at indsamle biologiske arter.

## Fodnoter
1. ↑  Egerton, III, Frank N. (1970-1980). "Forbes, Edward, Jr.". Dictionary of Scientific Biography. Vol. 5. New York: Charles Scribner's Sons. s. 66-68. ISBN 978-0-684-10114-9. {{cite encyclopedia}}: Cite har en ukendt tom parameter: |coauthors= (hjælp)CS1-vedligeholdelse: Dato-format (link)
2. 1 2  Chisholm 1911, s. 637.